# مرد چاق و پسر کوچک
مرد چاق و پسر کوچک (انگلیسی: Fat Man and Little Boy) فیلمی در ژانر جنگی و درام به کارگردانی رولند جافه و فیلمنامه‌نویسی بروس رابینسون است. این فیلم در سال ۱۹۸۹ منتشر شد. داستان فیلم پروژه منهتن و تلاش مخفی متفقین برای ساخت اولین سلاح هسته ای در طول جنگ جهانی دوم را دنبال می‌کند. نام این فیلم از دو بمب هسته‌ای «پسر کوچک» و «مرد چاق» گرفته شده‌است، این دو بمب به ترتیب در شهرهای هیروشیما و ناکازاکی ژاپن منفجر شدند.

## بازیگران
- پل نیومن
- دوایت شولتز
- بانی بدیلیا
- جان کیوسک
- لورا درن
- جان کریستوفر مک‌گینلی
- ناتاشا ریچاردسون
- فرد تامپسون
- جیمز اکهاوس
- کشیشتف پیه‌چینسکی